# Марсело Суарес (болівійський футболіст)
Марсело Суарес (ісп. Marcelo Suárez; нар. 20 грудня 2001, Санта-Крус-де-ла-Сьєрра) — болівійський футболіст, захисник клубу «Олвейс Реді» та національної збірної Болівії. Виступав також за клуби «Орієнте Петролеро» та «Хорхе Вільстерман».

## Клубна кар'єра
Марсело Суарес народився 2001 року в місті Санта-Крус-де-ла-Сьєрра, та є вихованцем футбольної школи клубу «Орієнте Петролеро». Дорослу футбольну кар'єру розпочав 2019 року в основній команді того ж клубу, в якій грав до 2022 року, взявши участь у 61 матчі чемпіонату. У 2023 році футболіст спочатку грав у складі клубу «Хорхе Вільстерман», а пізніше в цьому ж році перейшов до клубу «Олвейс Реді». Станом на 2 липня 2024 року відіграв за команду з Альту-Пата 15 матчів в національному чемпіонаті.

## Виступи за збірну
У 2023 році Марсело Суарес дебютував у складі національної збірної Болівії. У складі збірної був учасником розіграшу Кубка Америки 2024 року у США. Станом на кінець жовтня 2024 року зіграв у складі національної збірної 13 матчів, у яких забитими м'ячами не відзначився.